# Sweet Charity
Sweet Charity ist ein Musical basierend auf Federico Fellinis Film Die Nächte der Cabiria (Le Notti di Cabiria) von 1957, den Neil Simon für die Bühne adaptierte. Die Musik komponierte Cy Coleman, die Gesangstexte Dorothy Fields.

Die Idee zum Musical stammt von Bob Fosse. Fosse führte auch Regie und Choreografie in der Show, die am 29. Januar 1966 im Palace Theatre am Broadway uraufgeführt wurde. In der Rolle der Charity Hope Valentine war Gwen Verdon zu sehen.

Die Erstaufführung im Londoner West End war am 11. Oktober 1967 im Prince of Wales Theatre. Die deutschsprachige Erstaufführung fand am 7. Februar 1970 im Hessischen Staatstheater Wiesbaden statt.

## Handlung
Das Amüsiermädchen Charity, das für Geld mit Männern tanzt, hat auch nach acht Jahren in diesem Job ihren Glauben an die Güte der Menschen und die ewige reine Liebe nicht verloren. Sie gerät deshalb stets an Männer, die sie ausnutzen, und wird von ihren Freundinnen als naiv und unbelehrbar angesehen. Sie macht zufällig die Bekanntschaft eines italienischen Filmstars, den sie mit ihrer unverdorbenen Art inspiriert und dazu animiert, sich mit seiner Freundin, von der er sich trennen will, zu versöhnen. Ihre Freundinnen glauben ihr allerdings nicht, dass sie mit dem Star zwar die Nacht, nicht aber das Bett geteilt hat. 
Charity sucht einen beruflichen Ausweg und lernt den Steuerberater Oscar kennen, der sich in sie verliebt. Charity verschweigt ihm zunächst allerdings ihren wahren Beruf, doch auch nachdem er ihn erfährt, möchte er seine Freundin heiraten. Triumphierend kündigt sie in der Kneipe und verabschiedet sich von ihrem alten Leben. Oscar, der selber unter verschiedenen Komplexen leidet, lässt sie im Standesamt sitzen. Ihren Freundinnen, die in ihr den Beweis sehen, dass ein Ausweg aus diesem Milieu möglich ist, traut sich Charity nicht zu offenbaren.  
Nach einer Nacht auf der Straße erkennt die junge Frau aber, dass ihr nun alle Möglichkeiten des Lebens offenstehen, und sie ist entschlossen, diese Chance zu ergreifen.

## Musiknummern

### Akt |
- Overture
- You Should See Yourself
- Big Spender
- Charity's Soliloquy
- Rich Man's Frug
- If My Friends Could See Me Now
- Too Many Tomorrows
- Ciao Baby
- There's Gotta Be Something Better Than This
- Bravest Individual

### Akt II
- Entr'acte
- Rhythm Of Life
- Baby, Dream Your Dream
- Sweet Charity
- Big Spender (Reprise)
- Where Am I Going
- I'm A Brass Band
- I Love To Cry At Weddings
- Finale

## Verfilmung
Sweet Charity kam 1969, ebenfalls in der Regie von Bob Fosse, in die Kinos; die Hauptrolle spielte Shirley MacLaine.

## Auszeichnungen
Sweet Charity wurde 1966 für 12 Tony Awards nominiert, ausgezeichnet wurde Bob Fosse in der Kategorie Beste Choreografie.

## Wiederaufführungen
1986 wurde es für den Broadway wiederentdeckt und gewann 4 Tony Awards in den Kategorien „Best Revival“, „Best Featured Actor in a Musical“ (Michael Ruper), „Best Featured Actress in a Musical“ (Bebe Neuwirth) and „Best Costume Design“ (Patricia Zipprodt). 
2005 folgte ein zweites Broadway-Revival mit Christina Applegate in der Rolle der Charity. Diese Produktion erhielt 3 Nominierungen für einen Tony Award.